# Лайош Вінце
Лайош Вінце (5 серпня 1914 — 25 жовтня 2002) — угорський митець, графік, ілюстратор.

## Діяльність
Закінчив школу в середній школі імені Лайоша Кошута в Ніредьгазі, яку закінчив у 1935 році. Він почав займатися образотворчим мистецтвом у гуртку Бенчура в Ніредьгазі. Оскільки служив солдатом з 1936 року, він міг закінчити лише Коледж образотворчих мистецтв на вечірньому відділенні (1946—1949), де його керівником був Ендре Домановський. З 1946 по 1952 рік обіймав посаду керівника культурного закладу Угорської народної армії, спочатку у званні сотника, а потім підполковника. Тут, серед іншого, він був ініціатором відновлення сильно пошкодженого у війні театру комедії за підтримки армії (тоді він діяв як Театр Угорської народної армії до 1961 року).
З 1952 по 1957 рік очолював Студію образотворчого мистецтва Народної армії. З 1968 р. по 1989 р. працював ілюстратором у Magyar Hírlap. У 1951 році він став членом Фонду мистецтв (MAOE). Він брав активну участь у роботі Будапештської студії викладачів та колонії художників у Верешберені, також брав участь в організації програм Клубу художників Фешека. У 1956 році він провів три місяці з ансамблем Гонведа в Китаї (Ансамбль тут також був знайдений Жовтневою революцією), брав участь у навчальних поїздках до Монголії, Радянського Союзу, Італії (1963), Албанії, Польщі (1961, 1962), а також НДР (1963), Швеція та Ірак. Він не тільки описує свій досвід подорожей, але й публікує їх у книгах та статтях, переважно разом зі своєю дружиною. Він проілюстрував і висвітлив близько півсотні книг. Його робота над книжковою творчістю була відзначена кілька разів. У старості, окрім графіки та живопису, він займався ще й різьбленням по дереву.

### Творчість (виставки)
- 1952  MNH Színháza [Szlovák Györggyel], Budapest
- 1956  Kínai útirajzok, Kulturális Kapcsolatok Intézete, Budapest
- 1957  Kínai útirajzok, Móra Ferenc Múzeum Képtára, Szeged  Kínai útirajzok, Déri Múzeum, Debrecen
- 1958  Kínai művészeti kiállítás, Béri Balogh Ádám Múzeum, Szekszárd
- 1963  A Sárga-tengertől a Balti-tengerig, Magyar Sajtó Háza, Budapest  Ságvári Endre Művelődési Ház, Szolnok
- 1965 A lengyel tenger — magyar szemmel, Lengyel Kultúra Háza, Budapest (kat.)
- 1966 Magyar Kulturális Intézet, Varsó (PL)
- 1967 Lengyel tájak, Lengyel Kultúra Háza, Budapest  Sárga-tengertől a Balti-tengerig, Tudományos Ismeretterjesztő Társulat Bessenyei György Klubja, Nyíregyháza  Frankel L. Művelődési Ház, Budapest
- 1969  Sárga-tengertől a Balti-tengerig, Nyíregyháza  Sárga-tengertől a Balti-tengerig, Báthori István Múzeum, Nyírbátor
- 1970  Gdańsk  Gdynia  Wejherovó (PL)
- 1978  Iraki tegnapok — iraki holnapok, Dorottya u. Galéria, Budapest  Jósa András Múzeum, Nyíregyháza (kat.)  Modern Múzeum, Bagdad
- 1984  Lengyelek Magyarországon, Lengyel Tájékoztató és Kulturális Központ, Budapest  Iraki lapok, Művelődési Központ, Érd
- 1985  Városi Művelődési Központ [L. Deckert-Firlával], Esztergom
- 1987  Művelődési Központ, Érd
- 1990  Requiem, Székesfehérvár
- 1994  Stefánia Galéria, Budapest
- 1996  Megéltem 1941-1945-öt, Hadtörténeti Múzeum, Budapest.